# Galvão Bueno
Carlos Eduardo dos Santos Galvão Bueno, más conocido como Galvão Bueno (Río de Janeiro, 21 de julio de 1950) es un narrador deportivo, locutor y presentador de Brasil. En la actualidad, trabaja para la Rede Globo. Es muy famoso por haber narrado momentos relevantes para el deporte brasileño, como el tetra y el pentacampeonato de Brasil, los Mundiales de fútbol, la Copa Confederaciones, la Copa América, las eliminatorias, los campeonatos de la Fórmula 1 y los títulos brasileños de esta disciplina, además del accidente fatal del piloto brasileño Ayrton Senna, además de varios Juegos Olímpicos de la era moderna y el 7 a 1 contra Alemania.

## Biografía
Comenzó a trabajar en la Radio Paulista, antes había trabajado en una fábrica de plásticos. Trabajó en las cadenas televisivas Gazeta, Rede Record y en la Rede Bandeirantes. Luego fue contratado por la Rede Globo, su primera transmisión fue en un partido de la Copa Libertadores de América 1981 entre el Flamengo y el Jorge Wilstermann de Bolivia, cabe señalar que Flamengo fue ese año campeón de la Copa Libertadores. Al año siguiente ya cubría su primera Copa Mundial y tras el Mundial realizado en España, se convirtió en el narrador titular de la estación, con la salida de Luciano do Valle hacia la Rede Record. En 1983, cubrió por Globo Esporte la muerte del exjugador brasileño Garrincha en el Maracaná.
En 1992, abandonó la Rede Globo, para actuar en otra cadena de televisión, Rede OM (ahora CNT) con sede en el estado de Paraná, siempre como narrador deportivo, para el momento en que la Rede OM se abalanzó hacia el logro de liderazgo nacional en el segmento. A pesar de algunos éxitos en las transmisiones de la Copa Libertadores de América de ese año, el proyecto no se concretó como se esperaba, y al año siguiente estaba de vuelta en la Rede Globo.
Desde entonces, se convirtió en el narrador deportivo principal de la cadena, estuvo en los grandes momentos del deporte nacional, como las Copas Mundiales de 1994 y 2002 - ganadas por Brasil, y los títulos mundiales y el accidente mortal de Ayrton Senna y varios Juegos Olímpicos. En los últimos años, ya establecida, Galvão comenzó a presentar el programa Bem, Amigos, por la televisión por cable en el canal SporTV, y el Bloque Na Estrada, que exhibe en Esporte Espetacular.
Mientras que es considerado por sus admiradores un icono de la locución deportiva brasileña, Galvão Bueno también es criticado, por la visión ufanista en cualquier deporte que participa Brasil. Son frecuentes los insultos contra el narrador. Durante la final de baloncesto de los Juegos Panamericanos 2007, en medio de los aplausos de Oscar Schmidt y Hortência, una vez más el locutor fue motivo de burla de los aficionados.
Entre sus pasiones deportivas, se destacan el baloncesto y automovilismo, este último heredado por sus hijos Carlos y Paulo Bueno, los dos pilotos de la categoría Stock Car.
A la par de las actividades deportivas, él es un criador de la raza Angus al norte de Paraná, además de Titular de la ABGB - Fundación Galvão Bueno, dirigida por su madre, Mildred Galvão Bueno, presidenta de PROVOPAR - Programa de Voluntariado de Paraná, en la sección regional Londrina, además es accionista de la cadena de comida rápida Burger King Brasil y es parte de la empresa vitivinícola Miolo.
Actualmente está casado con una empresaria modista londrinense, Desirée Soares.
Tras el último partido de la Copa Mundial de la FIFA 2010, confesó que fue su última fuera de Brasil y que la próxima Copa Mundial de la FIFA de 2014, sería su retirada de la narración deportiva. El mismo Galvão Bueno, dio marcha atrás a su retiro y confirmó que narrará su probablemente última Copa Mundial en Rusia 2018. Renovó recientemente con la Globo hasta 2019.
Del 2 de junio al 13 de julio de 2014, fue copresentador del Jornal Nacional junto a Patrícia Poeta por la Copa Mundial FIFA Brasil 2014.
El 15 de abril del 2012, se confesó hincha del Flamengo.

¿De qué club soy yo?, anda, vamos, que el hombre a cierta edad se pone a hablar: Flamengo Campeón en Tokio. Me entregué. Y ya está.
Galvão admitió que su revelación fue destacada por el Presentador Serginho Groisman. "Soy carioca", dijo el locutor.

## ¡Cállate, Galvão!
Durante la ceremonia inaugural de la Copa Mundial de la FIFA 2010, transmitido por TV Globo en Brasil con Galvão Bueno y la presentación de Fátima Bernardes, la frase "Cállate Galvão" comenzó a propagarse rápidamente a través de Twitter por los internautas descontentos con los comentarios del locutor. Después la frase, se unió a la lista de los temas más debatidos en Twitter por los brasileños, ahora se utiliza como una broma y una protesta en contra de Bueno.
La reacción internacional de los internautas no lusófonos era confusión en general, mientras que los brasileños respondieron a sus preguntas, alegando que la frase (en son de broma) "era parte de un movimiento para salvar a un pájaro en peligro de extinción en el país".
La farsa alcanzó proporciones globales, cuando en diferentes idiomas, se publicaron las explicaciones de la broma, desde los blogs a diarios como El País y The New York Times. Fue uno de los temas más comentados en Twitter ese año en Brasil.

## Polémicas y controversias
Galvão Bueno es conocido por ser muy polémico y por decir "perlas" durante la transmisión de diversos deportes. En 1994, durante la Copa Mundial de fútbol de ese año, sin saber que estaba siendo grabado, el locutor se quejó de Pelé (quien trabajó como comentarista en ese mundial). Entre las cosas que le dijo, profirió que "quería darle con un martillo en la cabeza (...)".
En la Copa Mundial de la FIFA Corea del Sur y Japón 2002, durante la transmisión de Brasil vs. China, expresó: "Los chinos ahora están hinchando en contra de Brasil".
En 2004, en la final de la Copa Brasil, entre Flamengo 0 - 2 Santo André en el Maracanã, Galvão en vez de decir gol de Santo André, nombró al rival São Caetano.
En 2009, durante el Gran Premio de Baréin de Fórmula 1, Bueno supuestamente, reconoció entre el público al tecladista de Pink Floyd: Richard Wright, fallecido en el 2008 y nombrándolo como baterista. De hecho, su intención era referirse a Nick Mason, baterista de la misma banda británica, que es un fan del automovilismo y que viajó a Medio Oriente para seguir la carrera.
En 2010, además del incidente "Cállate, Galvão" en Twitter, el narrador, en una entrevista con Folha de São Paulo, tras preguntársele si Globo manda "el fútbol en Brasil", dijo que "esto no tiene sentido, supongo hasta que debería mandar más, porque ella paga las cuentas" (se refería al pago de uno de los derechos de transmisión de la Liga Brasileña)." Pero los internautas entendieron un beneficio para él.
En 2011, en el partido de despedida de la selección de Ronaldo ante Rumania, en el Estadio Pacaembú, el locutor hace referencia a un texto de cierto poeta argentino llamado Alberto Briti. Sin embargo, las palabras pronunciadas eran del famoso dramaturgo alemán Bertolt Brecht.
En agosto de 2012, durante la transmisión de los Juegos Olímpicos de Londres, Galvão discute en el aire, en el canal de cable Sport TV con el comentarista Renato Mauricio Prado, después de no gustarle una broma hecha por su entonces compañero de emisora. Tras el embrollo, Prado renunció, y en noviembre firmó con su rival Fox Sports.
De nuevo en 2012, ahora en octubre, la Globo, durante la emisión de UFC 153 entre Anderson Silva y Stephan Bonnar, tuvo que bajar el sonido, ya que el público, en coro, mantenía regañando al narrador.
Ya en 2013, cuando cubría la semifinal del partido de Liga de Campeones entre el Bayern de Múnich y el Barcelona, el narrador incluso afirmó que el actor austriaco Arnold Schwarzenegger había sido elegido "Miss Universo" confundiendo el término con el "Mister Universo". Por otra parte, Bueno se refirió al delantero azulgrana David Villa como "Vilas".

## Logros
Apareció en el Top 10 del ranking de relatores latinos más populares durante la Copa Mundial de Fútbol de 2014 realizada por un diario deportivo brasileño. Entre otros narradores aparecen: Christian Martinoli, Alejandro Fantino, Luiz Carlos Júnior, Javier Fernández Franco, Pablo Giralt, Mariano Closs, Gabriel Regueira, Alberto Jesús López y Noé Vázquez.